# 弗洛伊敦 (喬治亞州)
弗洛伊敦（英語：Floydtown）是位於美國喬治亞州米勒縣的一個鬼鎮。由於此地已於20世紀被荒廢，本地已無人居住。

## 地理
弗洛伊敦的座標為31°08′02″N 84°46′02″W / 31.13389°N 84.76722°W，而該地的平均海拔高度為49米（即161英尺）。